# Sportclub Verl von 1924
Il Sportclub Verl von 1924 e. V. è una società calcistica tedesca con sede a Verl. Attualmente milita in 3.Liga nella terza serie del calcio tedesco.

## Storia
Il Verl è stato fondato nel 1924 e per circa 80 anni ha sempre militato nelle categorie provinciali o regionali del calcio tedesco. Dal 2007 al 2019 ha militato in Regionalliga, quando durante la stagione 2019-2020 ottiene per la prima volta la promozione nel terzo livello calcistico tedesco, la 3. Liga.

## Organico

### Rosa 2024-2025
Aggiornata al 12 gennaio 2025
| N. |                     | Ruolo | Calciatore          |
| -- | ------------------- | ----- | ------------------- |
| 32 | Germania (bandiera) | P     | Robin Brüseke       |
| 22 | Germania (bandiera) | P     | Till Brinkman       |
| 19 | Germania (bandiera) | D     | Lasse Jürgensen     |
| 23 | Germania (bandiera) | D     | Julian Stöckner     |
| 4  | Germania (bandiera) | D     | Daniel Mikic        |
| 15 | Germania (bandiera) | D     | Frederik Lach       |
| 5  | Germania (bandiera) | D     | Yannick Langesberg  |
| 28 | Germania (bandiera) | D     | Leander Siemann     |
| 21 | Germania (bandiera) | D     | Lars Ritzka         |
| 24 | Germania (bandiera) | D     | Christopher Lannert |
| 14 | Germania (bandiera) | D     | Patrick Choroba     |
| 20 | Germania (bandiera) | D     | Steffen Lang        |
| 16 | Germania (bandiera) | D     | Sergej Schmik       |
| 15 | Germania (bandiera) | A     | Leandro Putaro      |
| 33 | Germania (bandiera) | C     | Sven Köhler         |

| N. |                                 | Ruolo | Calciatore         |
| -- | ------------------------------- | ----- | ------------------ |
| 7  | Germania (bandiera)             | C     | Mehmet Kurt        |
| 6  | Germania (bandiera)             | C     | Barne Pernot       |
| 31 | Germania (bandiera)             | C     | Sascha Korb        |
| 27 | Stati Uniti (bandiera)          | C     | Mael Corboz        |
| 8  | Germania (bandiera)             | C     | Julian Schwermann  |
| 11 | Polonia (bandiera)              | A     | Dominik Steczyk    |
| 9  | Germania (bandiera)             | A     | Kasim Rabihic      |
| 25 | Germania (bandiera)             | A     | Berkan Taz         |
| 30 | Polonia (bandiera)              | A     | Patrick Schikowski |
| 18 | Germania (bandiera)             | A     | Aygün Yildirim     |
| 26 | Germania (bandiera)             | A     | Justin Eilers      |
| 17 | Germania (bandiera)             | A     | Nico Hecker        |
| 13 | Bosnia ed Erzegovina (bandiera) | A     | Zlatko Janjić      |
| 30 | Germania (bandiera)             | A     | Matthias Haeder    |

## Palmarès

### Competizioni regionali
- Oberliga Westfalen: 2

1990-1991, 2006-2007
- Verbandsliga: 1

1985-1986
- Bezirksliga: 1

1969-1970

### Altri piazzamenti
- Fußball-Regionalliga:

Secondo posto: 2019-2020 (Regionalliga West)
- Coppa di Germania:

Ottavi di Finale: 2019-2020

## Statistiche e record

### Partecipazione ai campionati
Dal 1959-1960 in poi:
| Livello | Categoria     | Partecipazioni | Debutto   | Ultima stagione | Totale |
| ------- | ------------- | -------------- | --------- | --------------- | ------ |
| 3º      | Oberliga      | 8              | 1986-1987 | 1993-1994       | 24     |
| 3º      | Regionalliga  | 10             | 1994-1995 | 2007-2008       | 24     |
| 3º      | 3. Liga       | 4              | 2020-2021 | 2025-2026       | 24     |
| 4º      | Landesliga    | 8              | 1970-1971 | 1977-1978       | 32     |
| 4º      | Verbandsliga  | 8              | 1978-1979 | 1985-1986       | 32     |
| 4º      | Oberliga      | 4              | 2003-2004 | 2006-2007       | 32     |
| 4º      | Regionalliga  | 12             | 2008-2009 | 2019-2020       | 32     |
| 5º      | Bezirksklasse | 10             | 1960-1961 | 1969-1970       | 10     |